# Massimo Altomare
m:A Fog (nacido el 27 de noviembre de 1979 en Turín, Italia como Massimo Altomare) es un músico de heavy metal. 

## Biografía
m:A Fog es el batería de la banda de black metal Black Flame, que ha estado en activo desde 1998 y publicó su cuarto álbum de estudio, Imperivm, en 2008. También es conocido por participar en otras bandas fuera de su banda principal.
Es conocido por ser un potente y rápido batería, no utilizando una amplia gama de patrones, pero tocando de la manera más directa posible. Su estilo es a menudo comentado en entrevistas, y muchos jóvenes percusionistas lo citan como influencia.
También es el único músico italiano que ha tocado tanto en el Inferno Festival como el Hole in The Sky Festival, los festivales musicales más importantes de Noruega. 
Se crio en el campo, a las afueras de Turín, pero ahora vive fuera de Italia, manteniendo un estilo de vida tan privada como pueda. En su tiempo libre ha participado en badas de rock duro como Lymph of Wisdoom y Warnipples. En marzo de 2008, se unió a la banda italiana Janvs y en mayo grabaron su primer álbum, Vega. En junio dejó a la banda francesa Glorior Belli y se unió a la banda Hate Profile. En noviembre del mismo año, también se unió a la banda noruega Dead to This World.

## Bandas
Actuales
- Black Flame (1998-actualidad)
- Concilium Antichristi (2007-actualidad)
- Janvs (2008-actualidad)
- Hate Profile (2008-actualidad)
- Dead to This World (2008-actualidad)

Anteriores
- Slavia (2006-2011)
- Glorior Belli (2006-2008)
- Disiplin (2005-2007)
- Daemusinem (2000-2002)

## Discografía

### Black Flame
- Orgiastic Funeral (Demo) (2002)
- The Third Revelation (2003)
- Torment and Glory (2004)
- Conquering Purity (2006)
- Imperivm (2008)

### Janvs
- Vega (2008)

### Daemusinem
- Daemusinem Domine Empire (2002)

### Glorior Belli
- Manifesting the Raging Beast (2007)